# 日本アミノ酸学会
日本アミノ酸学会（にほんアミノさんがっかい、英語名称：Japanese Society for Amino Acid Sciences）は、2007年に設立された日本の農学の学会。日本学術会議協力学術研究団体のひとつ。東京都文京区の学会支援機構内に事務局を置く。

## 歴史
日本アミノ酸学会は必須アミノ酸研究委員会(The Research Committee of Essential Amino Acids (Japan))を前身としている。同委員会は1956年の厚生省の「必須アミノ酸資源の利用に関する研究」のグループから出発していた。

## 刊行物
『アミノ酸研究』を年2回程度発行している。必須アミノ酸研究委員会としては1958年から2007年まで『必須アミノ酸研究』を刊行した。